# Universitat Autònoma Indígena de Mèxic
La Universitat Autònoma Indígena de Mèxico (abreviat, UAIM) és una institució d'educació superior pública de l'estat mexicà de Sinaloa, descentralitzada del govern estatal. És la primera al país dedicada a atendre els jóvens indígenes. A més de l'educació superior, realitza investigació científica aplicant-la a processos de revitalització sustentada en el desenvolupament social. Inclou projectes de revitalització ètnica i desenvolupament comunitari.
També rep els noms d'Universitat Autònoma Intercultural de Sinaloa, Universida Kaytat Cha' Ka Yolem'mia Imi Mexikopo i Yorem Buere Maxtikáari áaw Sáwweme Méjikopo (en mayo). El lema de la universitat és «Simem Yoemia, Simem Pa?lia Yolem'mem», que vol dir «Tota la gent, tots els pobles» en mayo.
Es va fundar el 5 de desembre de 2001 a partir del Departament d'Etnologia de la Universitat d'Occident. La UAIM sorgeix de la visió humanista del Dr. Jesús Ángel Ochoa Zazueta, que ideava una universitat inclusiva per als jóvens sense recursos o capacitat econòmica per a poder estudiar i que així poguessin desenvolupar les seves aptituds. Ochoa Zazueta pensava que la universitat “devia mantenir obertes les portes a tothom en condicions desfavorables que hi volgués estudiar” i va encetar el projecte al centre de la comunitat de Mochicahui, al municipio d'El Fuerte, amb mitjans precaris, però va garantir que tots els estudiants tinguessin on estudiar, on dormir i on menjar.
D'un origen hi han estudiat jóvens indígenes o descendents d'indígenes de diverses ètnies del país (entre d'altres, ch'ol, mam, zoque, kakchikel, tzeltal, tzotzil, mazahua, zapoteco, mizteco, purépecha, nahua, cora, pima, rarámuri, yoreme de Sinaloa, yoreme de Sonora i yoreme jia'ki), de Nicaragua i de l'Equador. El 2015, la universitat va signar un conveni amb l'Institut Nacional de Llengües Indígenes per a dur a terme un intens programa de rescat i promoció de les llengües indígenes de l'estat de Sinaloa, sobretot les del nord. El seu rector, Guadalupe Camargo Orduño, es va afegir a l'ànim revitalitzador amb seguretat i va anunciar que la nomenclatura de les viles que oferirien seria sempre en mayo com a manera de promoure'n la coneixença i l'ús a la població.